# アルハムドゥリッラー
アルハムドゥリッラー（アル＝ハムドゥ・リ・ッラーヒ、al-ḥamdu li-llāh, 阿: ٱلْحَمْدُ لِلَّٰهِ）とは、「アッラーに称賛あれ（神に称賛あれ）」「アッラーに賛美あれ（神に賛美あれ）」の意で、タフミード(アラビア語: تَحْمِيد, taḥmid)と呼ばれる文言。イスラム教徒が多用する慣用表現で、英語では「Praise be to Allah」や「Praise to Allah」などと訳されている。
コーランに記載されており、イスラム教のズィクル（唱念）、日常会話ほか頻繁に使用される。ムハンマドによると、この語を唱えれば70の疾病を免れるとしており、信者は魔除けとしても唱えている。
日本語のカタカナ表記ではアルハムドゥリッラー以外にも多くの表記揺れがあり、アルハムドリッラー、アルハムドリラー、アルハムドリッラ、アルハムドリラなど多岐にわたる。口語アラビア語等では定冠詞のアルを含まないハムドゥリッラー、ハムドゥリッラ、ハムドリッラー、ハムドリッラ、ハムディッラ、ハムデッラなども用いられている。

## クルアーンの記述
直訳すると「（すべての）賞賛は神（アッラー（アッラーフ））にあり（/あれ）」という意味で、クルアーンの冒頭にもこの言葉が出てくる。
＊第1章は直前の第1節（バスマラ）に続くためウスマーン版における発音記号上は「ٱلْحَمْدُ لِلَّهِ رَبِّ ٱلْعَـٰلَمِينَ」となり「アル＝ハムドゥ」の「ア」を読み飛ばすためのワスラ記号がついているが、実際のクルアーン朗誦では第1節と第2節の間に息継ぎを入れるため「اَلْحَمْدُ لِلَّهِ رَبِّ ٱلْعَـٰلَمِينَ」となり「ル＝ハムドゥ・リッラーヒ・ラッビ・ル＝アーラミーン」ではなく「アル＝ハムドゥ・リッラーヒ・ラッビ・ル＝アーラミーン」と聞こえる。

## 用法

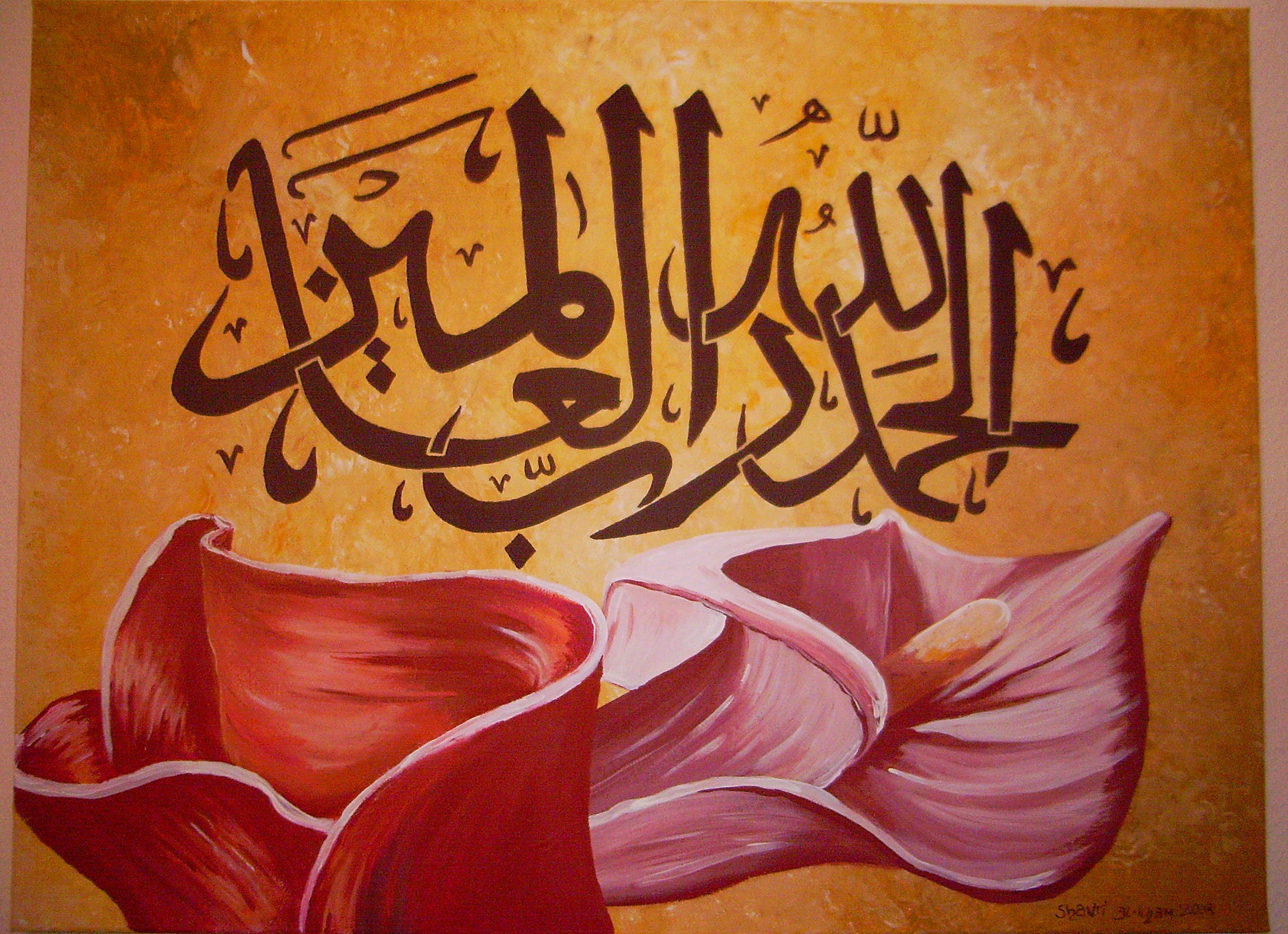
「アルハムドゥリッラー」と書かれたアラビア書道の作品。

アラビア語圏やイスラーム諸国では「おかげ様で」の意味で会話に頻繁に用いられ、良いことがあった時だけでなく、苦難・災害に遭遇した時の両方で口にされる。
アラビア書道作品の題材としても多用されている。